# Tolbasy (Aurgasinski)
Tolbasy (russisch Толбазы́; baschkirisch Талбазы) ist ein Dorf (selo) in der Republik Baschkortostan in Russland mit 10.114 Einwohnern (Stand 14. Oktober 2010).

## Geographie

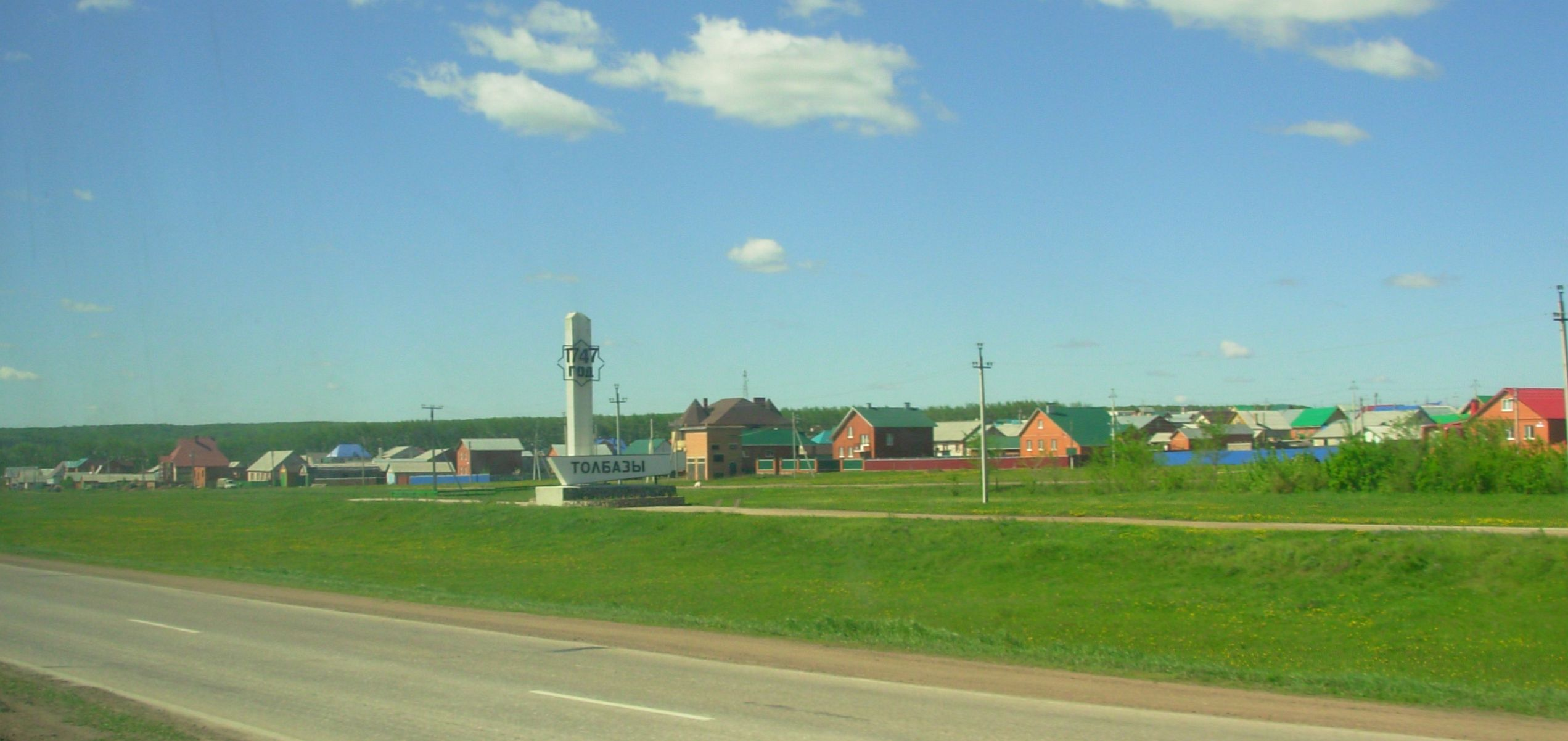
Tolbasy von der Fernstraße R240 gesehen

Der Ort liegt etwa 80 km Luftlinie südlich der Republikhauptstadt Ufa und 35 km nördlich der Großstadt Sterlitamak. Er befindet sich in der Nähe des Oberlaufs des Aurgasy, eines Zuflusses des linken Belaja-Nebenflusses Urschak.
Tolbasy ist Verwaltungszentrum des Rajons Aurgasinski sowie Sitz der Landgemeinde (selskoje posselenije) Tolbasinski selsowet, zu der außerdem die Dörfer Alexejewka (7 km westnordwestlich), Julamanowo (4 km westnordwestlich), Kultura (6 km südwestlich), Nikolsk (7 km westsüdwestlich) und Tschulpan (8 km südlich) gehören.

## Geschichte
Der Ort entstand an der Postroute von Ufa nach Orenburg wurde erstmals 1747 erwähnt. Sein Name geht möglicherweise auf die tatarische Bezeichnung eines Ortes mit Weiden (tatarisch тал, tal) zurück.
1930 kam das Dorf zum neu gebildeten Nowokaramalinski rajon, dessen Verwaltung sich zunächst im 5 km nordöstlich gelegenen, namensgebenden Dorf Nowyje Karamaly befand. 1940 erhielt der Rajon seinen heutigen Namen nach dem Fluss, und sein Verwaltungssitz wurde nach Tolbasy verlegt.

### Bevölkerungsentwicklung
| Jahr | Einwohner |
| ---- | --------- |
| 1939 | 1.744     |
| 1959 | 2.603     |
| 1970 | 4.773     |
| 1979 | 6.963     |
| 1989 | 9.096     |
| 2002 | 10.164    |
| 2010 | 10.114    |

Anmerkung: Volkszählungsdaten

## Verkehr
Tolbasy wird östlich von der föderalen Fernstraße R240 (ehemals R314)  umgangen, die Djurtjuli und Ufa mit Orenburg verbindet. Beim Ort zweigt die Regionalstraße 80K-028 ab, die in östlicher Richtung über Beloje Osero, wo sich knapp 25 km entfernt die nächstgelegene Bahnstation an der Strecke Ufa – Orenburg befindet, in das benachbarte Rajonzentrum Krasnoussolski führt.